# جامع التبانين

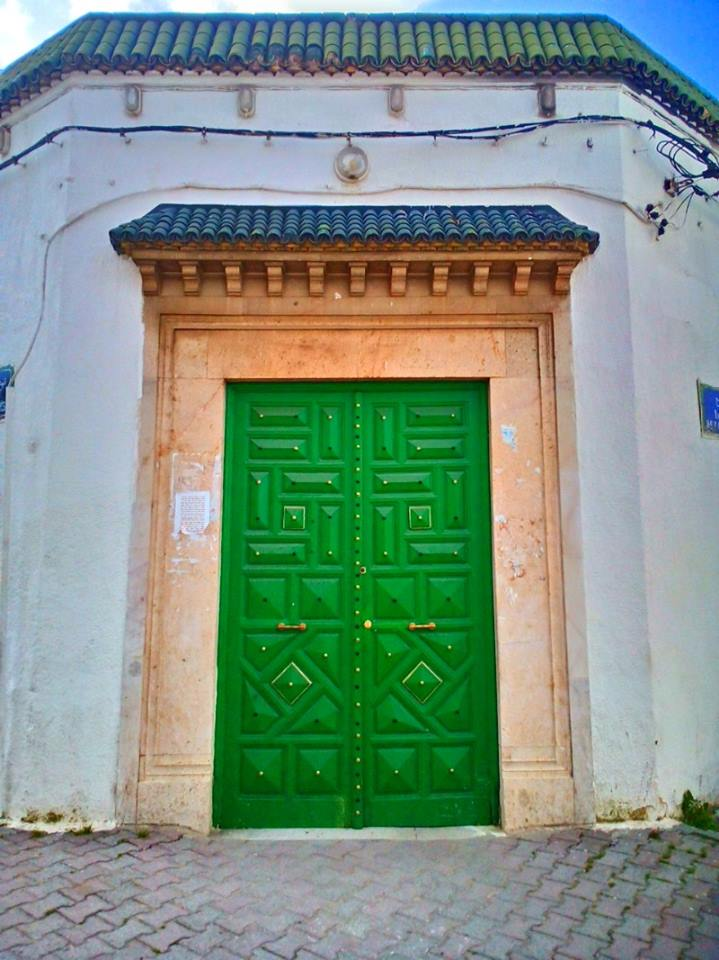
باب الجامع

جامع التبانين هو أحد جوامع مدينة تونس العتيقة، يسمى كذلك بمسجد سيدي جعفر. يقع بربض باب سويقةشمال مدينة تونس.

## الموقع
يقع الجامع في 21 نهج باب الأقواس.

## التسمية
تعود هذه التسمية إلى سوق التبانين المجاور إلى هذا الجامع. 

## التاريخ
شيده السلطان الحفصي أبو عمر عثمان في 1487 ميلادي الموافق لسنة 893 هجري.

خلال حكم الحسينيين تولى امامة الجامع أتباع الطريقة الصوفية الشاذلية وذالك إلى حدود القرن 19.